# Murtas

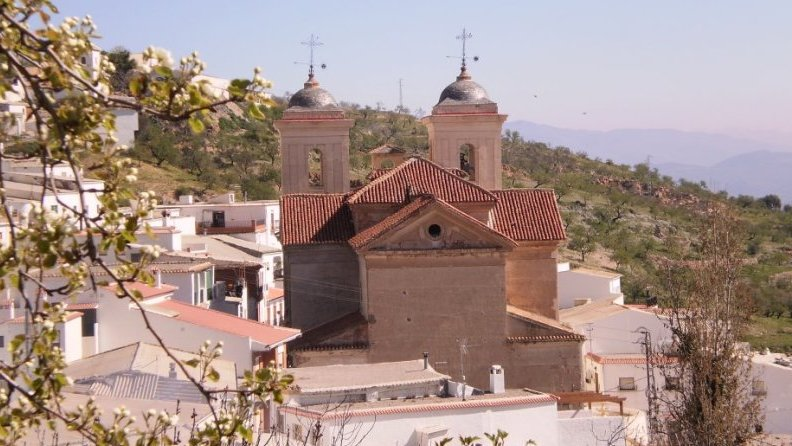
Murtas – Ortsansicht

Murtas ist ein südspanischer Bergort und eine Gemeinde (municipio) mit insgesamt 437 Einwohnern (Stand: 2024) im Südosten der Provinz Granada in der autonomen Region Andalusien. Der Name des Ortes ist von der Myrtenpflanze abgeleitet, deren Blüte auch im Stadtwappen erscheint.

## Lage und Klima
Der ca. 1115 m hoch gelegene Bergort Murtas liegt am Bergbach Barranco de la Granja an einem Südhang der Alpujarras nahe dem Nationalpark Sierra Nevada ca. 115 km (Fahrtstrecke) südöstlich der Provinzhauptstadt Granada; die Mittelmeerküste bei La Rábita ist etwa 37 km in südlicher Richtung entfernt. Das Klima im Winter ist gemäßigt, im Sommer aufgrund der Höhenlage immer noch vergleichsweise angenehm; die geringen Niederschlagsmengen (ca. 535 mm/Jahr) fallen – mit Ausnahme der nahezu regenlosen Sommermonate – verteilt übers ganze Jahr.

## Bevölkerungsentwicklung
| Jahr      | 1857 | 1900 | 1950 | 2000 | 2020 |
| Einwohner | 3644 | 2878 | 3406 | 797  | 455  |

Infolge der Mechanisierung der Landwirtschaft, der Aufgabe bäuerlicher Kleinbetriebe („Höfesterben“) und dem daraus resultierenden  Verlust von Arbeitsplätzen ist die Einwohnerzahl der Gemeinde seit der Mitte des 20. Jahrhunderts deutlich zurückgegangen. Zur Gemeinde gehören auch die beiden Weiler (pedanías) Cojáyar und Mecina Tedel sowie einige verstreut liegende Einzelgehöfte (fincas).

## Wirtschaft
Noch in der frühen Neuzeit lebten die Bewohner des Ortes als Selbstversorger von der Erträgen ihrer Felder und Hausgärten. Außerdem wurde hauptsächlich Viehzucht (v. a. Schafe, Ziegen und Schweine) betrieben; Esel wurden als Tragtiere gehalten. Dieser Zustand änderte sich erst mit dem Ausbau der Infrastruktur im 20. Jahrhundert. Im Ort selbst haben sich Kleinhändler, Handwerker und Dienstleister aller Art angesiedelt. Auf dem Gemeindegebiet wurden überwiegend Oliven- und Mandelbäume angepflanzt.

## Geschichte
Auf dem Gemeindegebiet wurden polierte Steinäxte sowie bronzezeitliche Keramikscherben entdeckt; römische und westgotische Funde fehlen hingegen. Die Gründung des Ortes erfolgte wahrscheinlich im 8. Jahrhundert durch Berber aus Nordafrika. Nach dem Ende des Kalifats von Córdoba (um 1020) übernahmen die Ziriden von Granada die Macht, die sie jedoch wenig später an die berberischen Almoraviden und Almohaden abtreten mussten. Als Teil des Emirats von Granada blieb das Bergland der Alpujarras bis zum Jahr 1490 islamisch; danach bildete es ein Rückzugsgebiet für die Morisken. Mit dem Alhambra-Edikt (1492) der Katholischen Könige begann die Vertreibung der Juden in Spanien; nach den Moriskenaufständen der Jahre 1499 bis 1501 und 1568 bis 1571 wurden die letzten Muslime zu Beginn des 17. Jahrhunderts ebenfalls ausgewiesen.

## Sehenswürdigkeiten
- Das Bild des alten Ortsteils wird bestimmt von engen Gassen mit weiß getünchten Häusern.
- Die zweitürmige, dem Erzengel Michael geweihte Iglesia de San Miguel entstand in der Zeit um 1800 im Stil des Klassizismus; das gewölbte Innere der Kirche ist dreischiffig. Die Kirche ist das bedeutendste Sakralgebäude im Gebiet der Alpujarras.[6]
- Das öffentliche Waschhaus (lavadero) stammt aus dem 19. Jahrhundert.
- Mehrere Kapellen (ermitas) bereichern das Ortsbild.
- Das Museo El Pradillo zeigt Kopien von Gemälden des Prado-Museums.